# Iranianos no Brasil
Os iranianos no Brasil, assim como os iraquianos, não são uma comunidade muito numerosa no país sul-americano se comparar com os sírios e os libaneses. Os primeiros iranianos chegaram no Brasil na década de 1980, quando recebeu 50 famílias que seguiam a fé bahá'í.